# Herrarnas tvåa utan styrman i rodd vid olympiska sommarspelen 2020
Herrarnas tvåa utan styrman i rodd vid olympiska sommarspelen 2020 avgjordes mellan den 24–29 juli 2021 i Tokyo.

## Program
Alla tiderna är UTC+9.
| Datum                 | Tid   | Omgång        |
| --------------------- | ----- | ------------- |
| Lördag, 24 juli 2021  | 9:50  | Försöksheat   |
| Söndag, 25 juli 2021  | 9:40  | Återkval      |
| Onsdag, 28 juli 2021  | 12:00 | Semifinal A/B |
| Torsdag, 29 juli 2021 | 8:30  | B-final       |
| Torsdag, 29 juli 2021 | 9:18  | A-final       |

## Resultat

### Försöksheat
De tre första i varje försöksheat gick vidare till semifinal medan övriga gick till återkvalet.

#### Heat 1
| Placering | Bana | Roddare                               | Land          | Tid     | Noteringar |
| --------- | ---- | ------------------------------------- | ------------- | ------- | ---------- |
| 1         | 4    | Marius Cozmiuc Ciprian Tudosă         | Rumänien      | 6.33,86 | 0Q0        |
| 2         | 3    | Niki van Sprang Guillaume Krommenhoek | Nederländerna | 6.36,42 | 0Q0        |
| 3         | 2    | Martin Mačković Miloš Vasić           | Serbien       | 6.43,18 | 0Q0        |
| 4         | 5    | Jaime Canalejo Javier García          | Spanien       | 6.53,33 | Återkval   |
| 5         | 1    | Luc Daffarn Jake Green                | Sydafrika     | 7.04,03 | Återkval   |

#### Heat 2
| Placering | Bana | Roddare                             | Land        | Tid     | Noteringar |
| --------- | ---- | ----------------------------------- | ----------- | ------- | ---------- |
| 1         | 3    | Sam Hardy Joshua Hicks              | Australien  | 6.42,74 | 0Q0        |
| 2         | 2    | Giovanni Abagnale Marco di Costanzo | Italien     | 6.48,74 | 0Q0        |
| 3         | 1    | Brook Robertson Stephen Jones       | Nya Zeeland | 6.56,53 | 0Q0        |
| 4         | 4    | Thibaud Turlan Guillaume Turlan     | Frankrike   | 7.09,79 | Återkval   |

#### Heat 3
| Placering | Bana | Roddare                          | Land     | Tid     | Noteringar |
| --------- | ---- | -------------------------------- | -------- | ------- | ---------- |
| 1         | 3    | Martin Sinković Valent Sinković  | Kroatien | 6.32,41 | 0Q0        |
| 2         | 4    | Frederic Vystavel Joachim Sutton | Danmark  | 6.36,93 | 0Q0        |
| 3         | 2    | Kai Langerfeld Conlin McCabe     | Kanada   | 6.40,99 | 0Q0        |
| 4         | 1    | Dzmitryj Furman Siarhej Valadzko | Belarus  | 7.05,65 | Återkval   |

### Återkval
De tre första i återkvalet gick vidare till semifinal medan fyran blev utslagen.
| Placering | Bana | Roddare                          | Land      | Tid     | Noteringar |
| --------- | ---- | -------------------------------- | --------- | ------- | ---------- |
| 1         | 2    | Jaime Canalejo Javier García     | Spanien   | 6.47,06 | 0Q0        |
| 2         | 3    | Thibaud Turlan Guillaume Turlan  | Frankrike | 6.49,19 | 0Q0        |
| 3         | 1    | Dzmitryj Furman Siarhej Valadzko | Belarus   | 6.52,82 | 0Q0        |
| 4         | 4    | Luc Daffarn Jake Green           | Sydafrika | 6.57,01 |            |

### Semifinaler

#### Semifinal A/B 1
| Placering | Bana | Roddare                          | Land        | Tid     | Noteringar |
| --------- | ---- | -------------------------------- | ----------- | ------- | ---------- |
| 1         | 4    | Marius Cozmiuc Ciprian Tudosă    | Rumänien    | 6.13,51 | A-final    |
| 2         | 5    | Frederic Vystavel Joachim Sutton | Danmark     | 6.14,88 | A-final    |
| 3         | 6    | Jaime Canalejo Javier García     | Spanien     | 6.16,25 | A-final    |
| 4         | 3    | Sam Hardy Joshua Hicks           | Australien  | 6.19,30 | B-final    |
| 5         | 1    | Dzmitryj Furman Siarhej Valadzko | Belarus     | 6.30,66 | B-final    |
| 6         | 2    | Brook Robertson Stephen Jones    | Nya Zeeland | 6.41,46 | B-final    |

#### Semifinal A/B 2
| Placering | Bana | Roddare                               | Land          | Tid     | Noteringar |
| --------- | ---- | ------------------------------------- | ------------- | ------- | ---------- |
| 1         | 4    | Martin Sinković Valent Sinković       | Kroatien      | 6.15,63 | A-final    |
| 2         | 6    | Martin Mačković Miloš Vasić           | Serbien       | 6.17,47 | A-final    |
| 3         | 2    | Kai Langerfeld Conlin McCabe          | Kanada        | 6.19,15 | A-final    |
| 4         | 3    | Niki van Sprang Guillaume Krommenhoek | Nederländerna | 6.19,57 | B-final    |
| 5         | 5    | Giovanni Abagnale Vincenzo Abbagnale  | Italien       | 6.20,29 | B-final    |
| 6         | 1    | Thibaud Turlan Guillaume Turlan       | Frankrike     | 6.52,24 | B-final    |

### Finaler

#### B-final
| Placering | Bana | Roddare                               | Land          | Tid     | Noteringar |
| --------- | ---- | ------------------------------------- | ------------- | ------- | ---------- |
| 7         | 4    | Niki van Sprang Guillaume Krommenhoek | Nederländerna | 6.22,75 |            |
| 8         | 5    | Dzmitryj Furman Siarhej Valadzko      | Belarus       | 6.25,88 |            |
| 9         | 6    | Thibaud Turlan Guillaume Turlan       | Frankrike     | 6.28,01 |            |
| 10        | 3    | Sam Hardy Joshua Hicks                | Australien    | 6.30,20 |            |
| 11        | 2    | Giovanni Abagnale Vincenzo Abbagnale  | Italien       | 6.31,43 |            |
| 12        | 1    | Brook Robertson Stephen Jones         | Nya Zeeland   | 6.38,30 |            |

#### A-final
| Placering | Bana | Roddare                          | Land     | Tid     | Noteringar |
| --------- | ---- | -------------------------------- | -------- | ------- | ---------- |
| 1         | 3    | Martin Sinković Valent Sinković  | Kroatien | 6.15,29 |            |
| 2         | 4    | Marius Cozmiuc Ciprian Tudosă    | Rumänien | 6.16,58 |            |
| 3         | 5    | Frederic Vystavel Joachim Sutton | Danmark  | 6.19,88 |            |
| 4         | 1    | Kai Langerfeld Conlin McCabe     | Kanada   | 6.20,43 |            |
| 5         | 2    | Martin Mačković Miloš Vasić      | Serbien  | 6.22,34 |            |
| 6         | 6    | Jaime Canalejo Javier García     | Spanien  | 6.25,25 |            |